# Tufurile calcaroase din Valea Bobâlna
Tufurile calcaroase din Valea Bobâlna alcătuiesc o arie protejată de interes național ce corespunde categoriei a IV-a IUCN (rezervație naturală de tip geologic), situată în județul Hunedoara, pe teritoriul administrativ al comunei Rapoltu Mare, satul Bobâlna.
Rezervația naturală are o suprafață de 12,5 ha și este situată de-a lungul văii Bobâlna. Pe acest tronson, la contactul dintre calcare și complexul cristalinului de Rapolt, adăpostește izvoare termale, carbonatice răspunzătoare de intensa activitate de depunere a carbonatului de calciu sub forma tufurilor calcaroase. La acestea se adaugă pragurile de cascadă (6 la număr pe doar 1,5 km) și cavernele săpate în tuful calcaros.